# Mycalesis macularia
Mycalesis macularia är en fjärilsart som beskrevs av Hans Fruhstorfer 1911. Mycalesis macularia ingår i släktet Mycalesis och familjen praktfjärilar. Inga underarter finns listade i Catalogue of Life.